# 30125 Mikekiser
30125 Mikekiser este un asteroid din centura principală de asteroizi.

## Descriere
30125 Mikekiser este un asteroid din centura principală de asteroizi. A fost descoperit pe 29 martie 2000 la Socorro, New Mexico, în cadrul proiectului LINEAR. Asteroidul prezintă o orbită caracterizată de o semiaxă mare de 2,38 ua, o excentricitate de 0,09 și o înclinație de 5,1° în raport cu ecliptica.